# Windows 10 Mobile
Windows 10 Mobile è stato un sistema operativo della famiglia Windows, prodotto dall'azienda informatica statunitense Microsoft.
Era la versione di Windows 10 per dispositivi mobili ed il successore del precedente sistema operativo per smartphone Windows Phone 8.1, i quali hanno, nella maggior parte dei casi, potuto passare a questa nuova versione del sistema operativo.

## Storia
Windows 10 Mobile è stato presentato insieme alla controparte desktop il 21 gennaio 2015, come sostituto del sistema operativo Windows Phone, creando una convergenza fra il sistema desktop e quello mobile. Con il Windows Store unificato (con le UWP) e l'interfaccia uguale su PC, 2 in 1, tablet e smartphone, la filosofia di Windows 10 era l'unificazione del sistema operativo Windows. Windows 10 Mobile portò diverse innovazioni rispetto al predecessore, tra cui Continuum e un aumento sensibile delle app. Detiene il terzo posto sul mercato (assieme al precedente Windows Phone) fra i sistemi operativi per dispositivi mobili.
Il supporto ufficiale da parte di Microsoft è terminato il 14 gennaio 2020.

## Distribuzione
Tale sistema operativo è stato distribuito in tre ondate a partire da marzo 2016 a tutti i dispositivi Lumia equipaggiati con Windows Phone 8.1 e aventi memoria interna di almeno 8 GB, esclusi i modelli precedenti al 2014 e i modelli con RAM pari a 512 MB, per la precisione i modelli interessati al passaggio sono stati: Lumia Icon, 1520, 930, 640, 640XL, 730, 735, 830, 532, 535, 540, 635 1GB, 636 1GB, 638 1GB, 430, 435, BLU Win HD w510u, BLU Win HD LTE x150q, MCJ Madosma Q501.
Sono inoltre usciti a cavallo tra il 2015 e il 2016 quattro dispositivi Lumia con Windows 10 nativo, il Lumia 550, il Lumia 650, il Lumia 950 e il Lumia 950 XL. Anche altri partner come HP (Elite x3), Acer (Liquid Jade Primo) e Alcatel (Idol 4S) hanno prodotto dispositivi con questo sistema operativo.

## Caratteristiche

### Novità di Windows 10 Mobile
Le principali novità introdotte dalle varie versioni sono state:
- Possibilità di impostare lo sfondo a schermo intero e la trasparenza delle tiles.
- Possibilità di espandere il centro notifiche e avere più scorciatoie rispetto a Windows Phone 8.1 (prima era possibile impostarne solo 4).
- Torcia per i telefoni dotati di flash.
- Inserito un cursore nella tastiera che permette di spostarsi nel testo.
- Sostituzione di Internet Explorer con Microsoft Edge per la navigazione su Internet[3].
- Unificazione degli Store di Windows 10 e Windows 10 Mobile.
- Nuove applicazioni UWP progettate per Windows 10.
- Comandi vocali notevolmente migliorati e integrati in più applicazioni.
- Presenza di un nuovo file manager chiamato Esplora file.
- Applicazioni di sistema aggiunte e riviste (Calcolatrice, Registratore di suoni, Search, Foto e Fotocamera).
- Menu delle impostazioni completamente rivisto e aggiornato graficamente, presenza di un campo di ricerca per cercare fra le impostazioni.
- Notifiche interattive, per esempio è possibile rispondere ai messaggi dal centro notifiche o dalla notifica stessa.
- Possibilità per gli sviluppatori di portare con facilità sul Windows Store applicazioni originariamente scritte per iOS, integrandole parzialmente con i servizi e le funzionalità offerte dal nuovo sistema operativo.[4]
- Continuum (solo per Lumia 950 e 950 XL, HP Elite X3 e altri dispositivi di fascia alta).
- Possibilità di spostare le mappe sulla scheda SD.

### UWP
Le app UWP erano delle applicazioni del Windows Store, concepite per funzionare su qualunque dispositivo Windows (Windows 10, Windows 10 Mobile, Xbox, Hololens) e con un'interfaccia utente adattabile ai dispositivi in cui la stessa potrebbe essere in esecuzione.

### Continuum
Questa funzione, attivabile tramite adattatore wireless Bluetooth o Miracast oppure tramite una Display Dock, permetteva una connessione cablata e ampliava le porte fisiche di comunicazione con altri dispositivi. Richiedeva uno schermo esterno (monitor, TV, smart TV, ecc), tastiera e mouse, quest'ultimi due potevano essere soppiantati dallo smartphone stesso, il quale fungeva da Touchpad e tastiera. In questa modalità era possibile utilizzare tutte le applicazioni UWP senza inibire le funzioni dello smartphone, che poteva essere usato normalmente come telefono, o utilizzare le applicazioni installate.